# Averrhoa
Averrhoa es un género de plantas herbáceas de la familia Oxalidaceae con 10 especies descritas. Son árboles tropicales perennes.

## Taxonomía
El género fue descrito por Carlos Linneo y publicado en Species Plantarum 1: 428, en 1753.

#### Etimología
Averrhoa: nombre genérico latinizado otorgado en honor del polímata andalusí musulmán Averroes (1126 – 1198).

## Especies
Comprende 5 especies aceptadas:
- Averrhoa bilimbi L., 1753
- Averrhoa carambola L., 1753
- Averrhoa dolichocarpa Rugayah y Sunarti, 2008
- Averrhoa leucopetala Rugayah y Sunarti, 2008
- Averrhoa microphylla Tardieu, 1943

## Galería

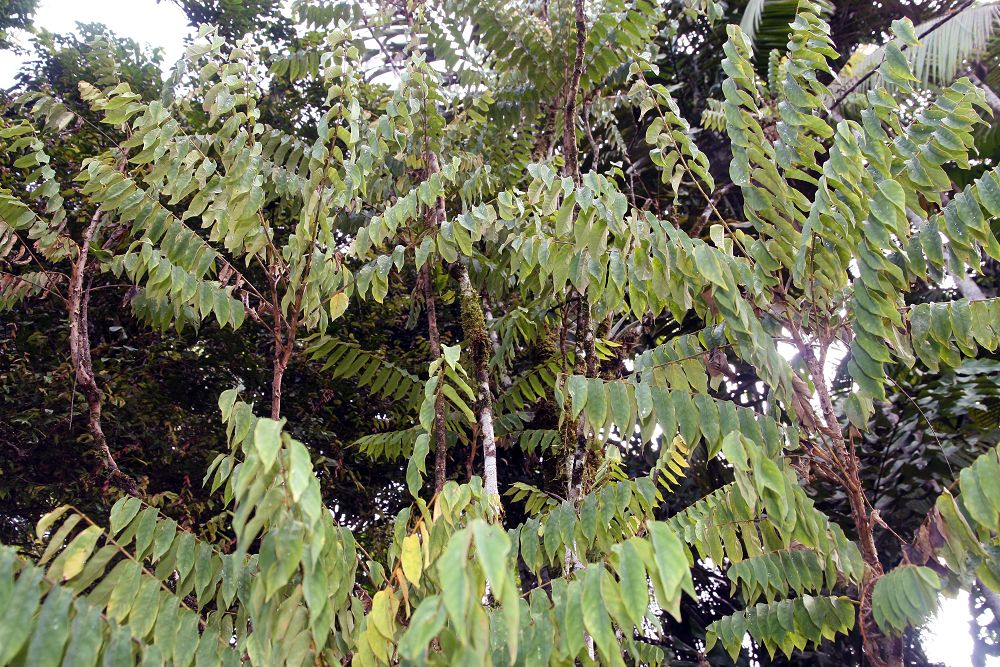
Árbol de Averrhoa bilimbi
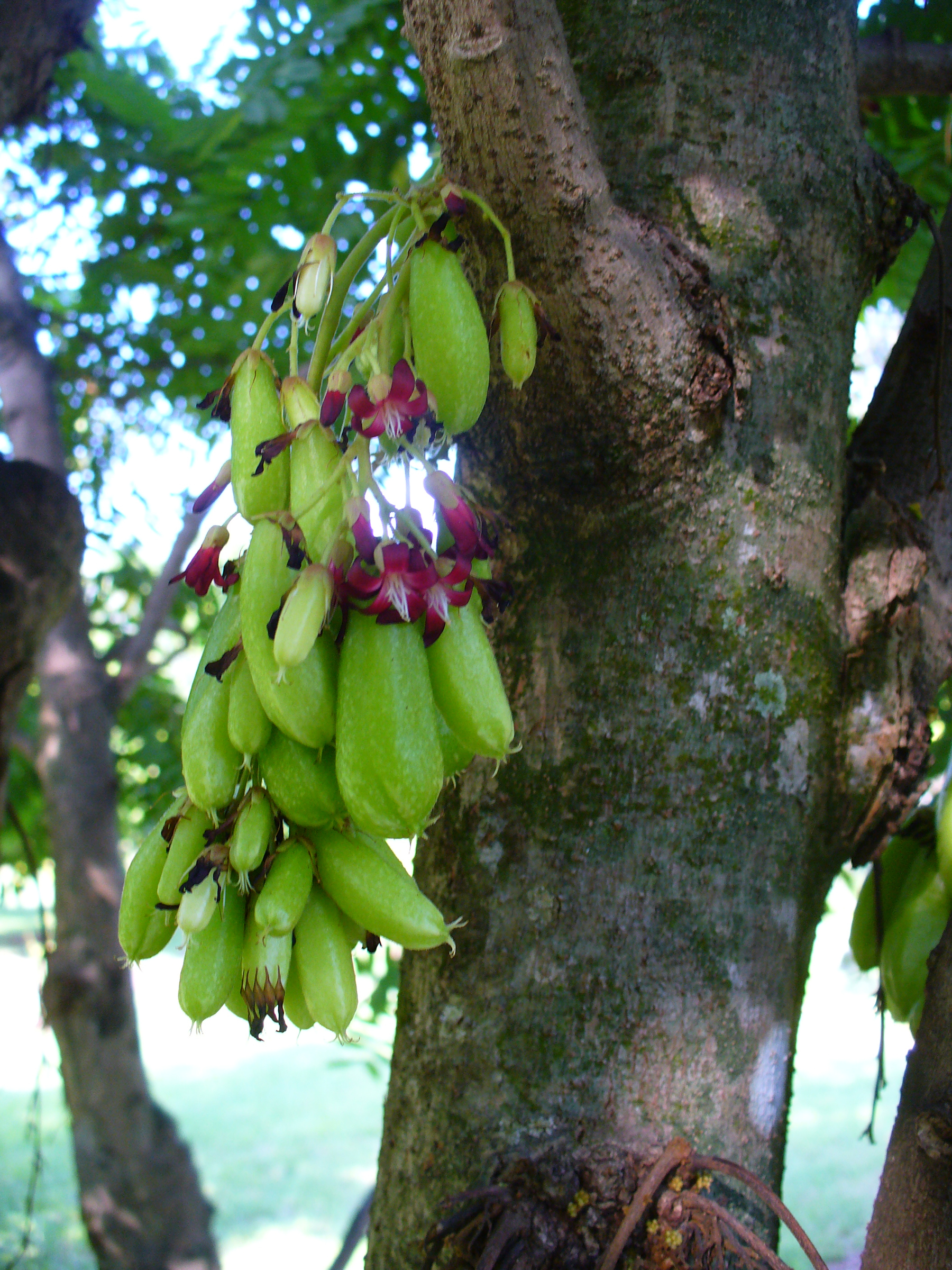
Inflorescencia y frutos de A. bilimbi
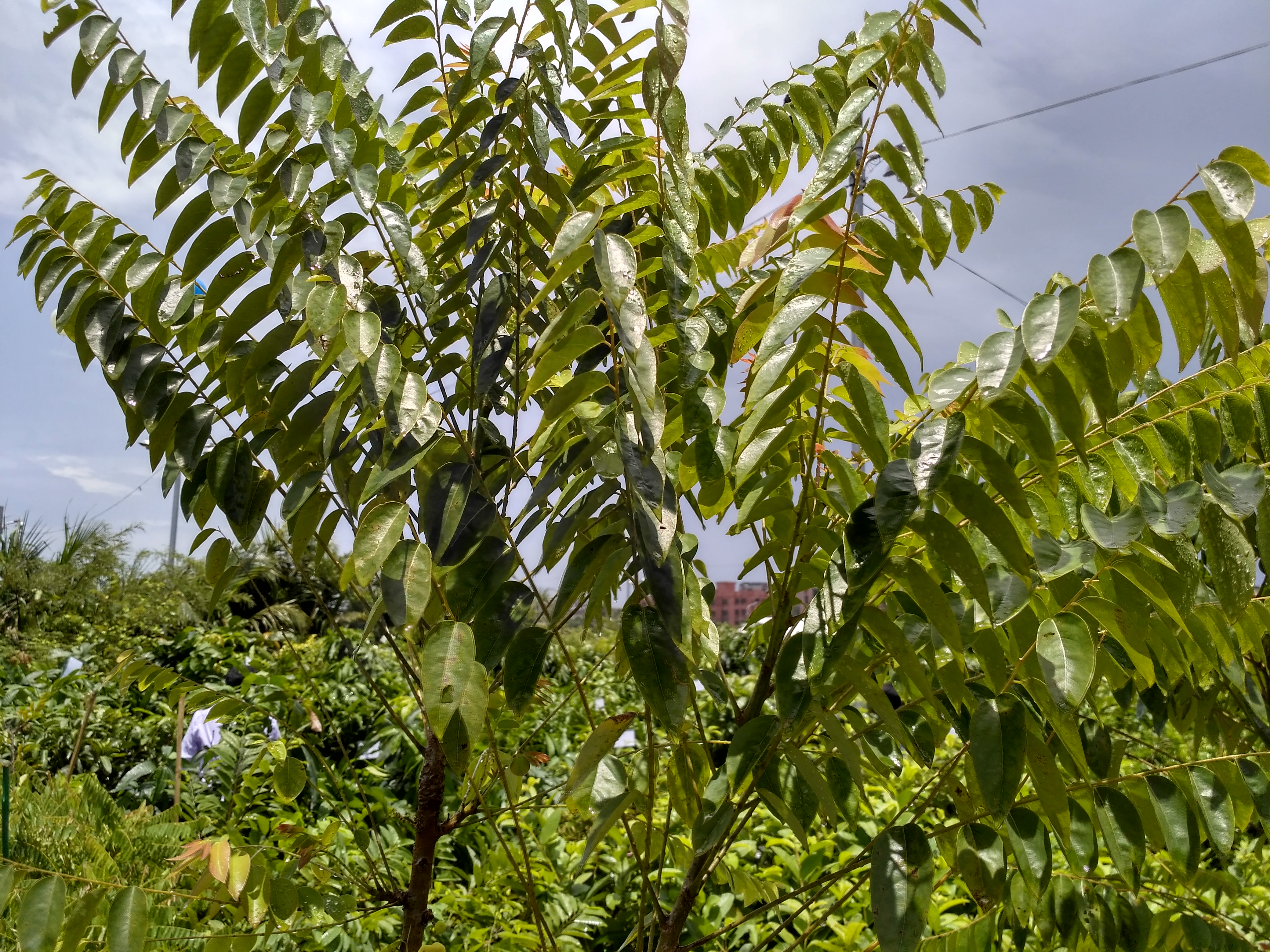
Árbol de Averrhoa carambola
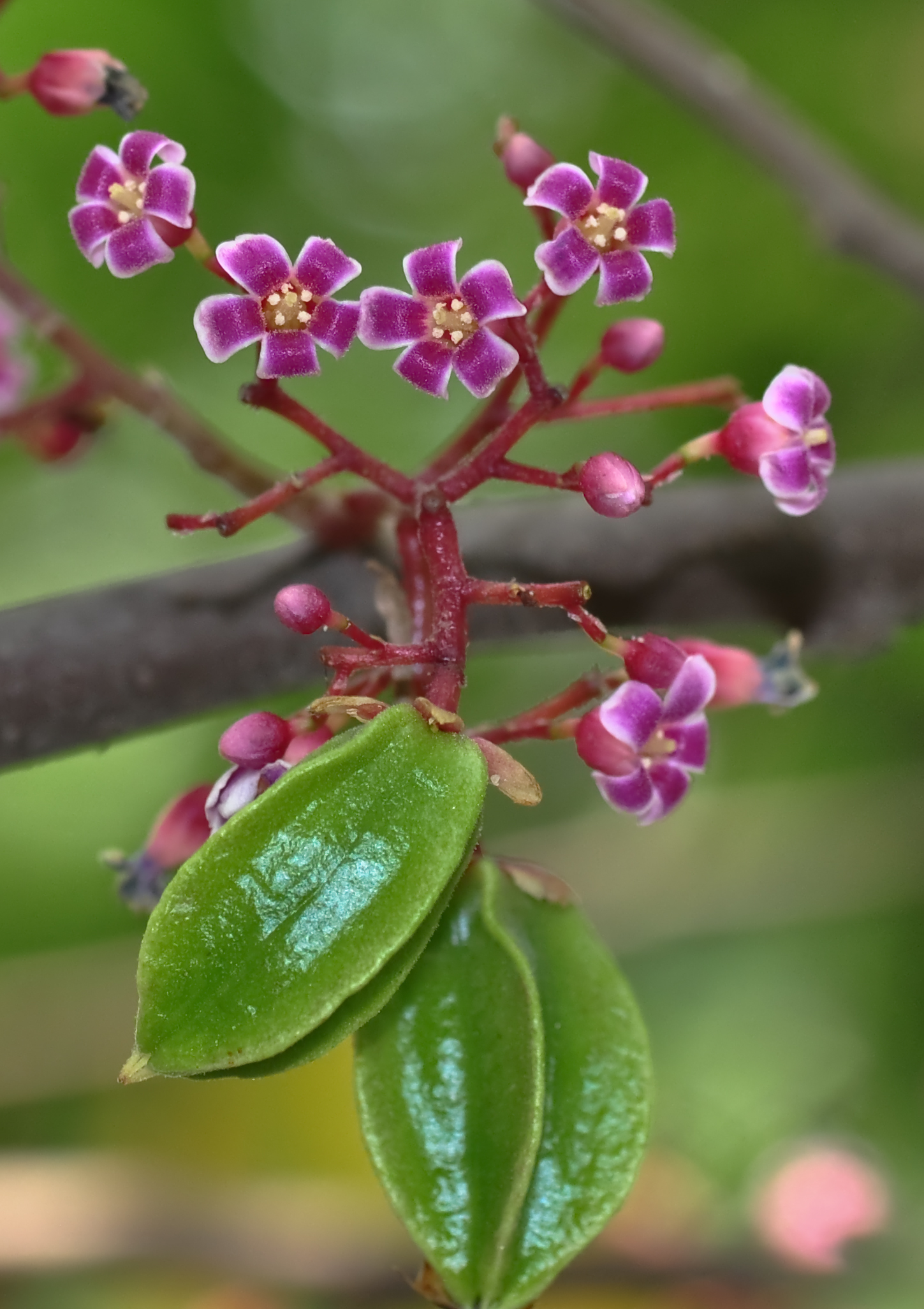
Inflorescencia y frutos de A. carambola